# Битва при Адрианополе (324)
Битва при Адрианополе — сражение 3 июля 324 года между римскими императорами Константином I и Лицинием, закончившееся тяжёлым поражением последнего.

## Предыстория

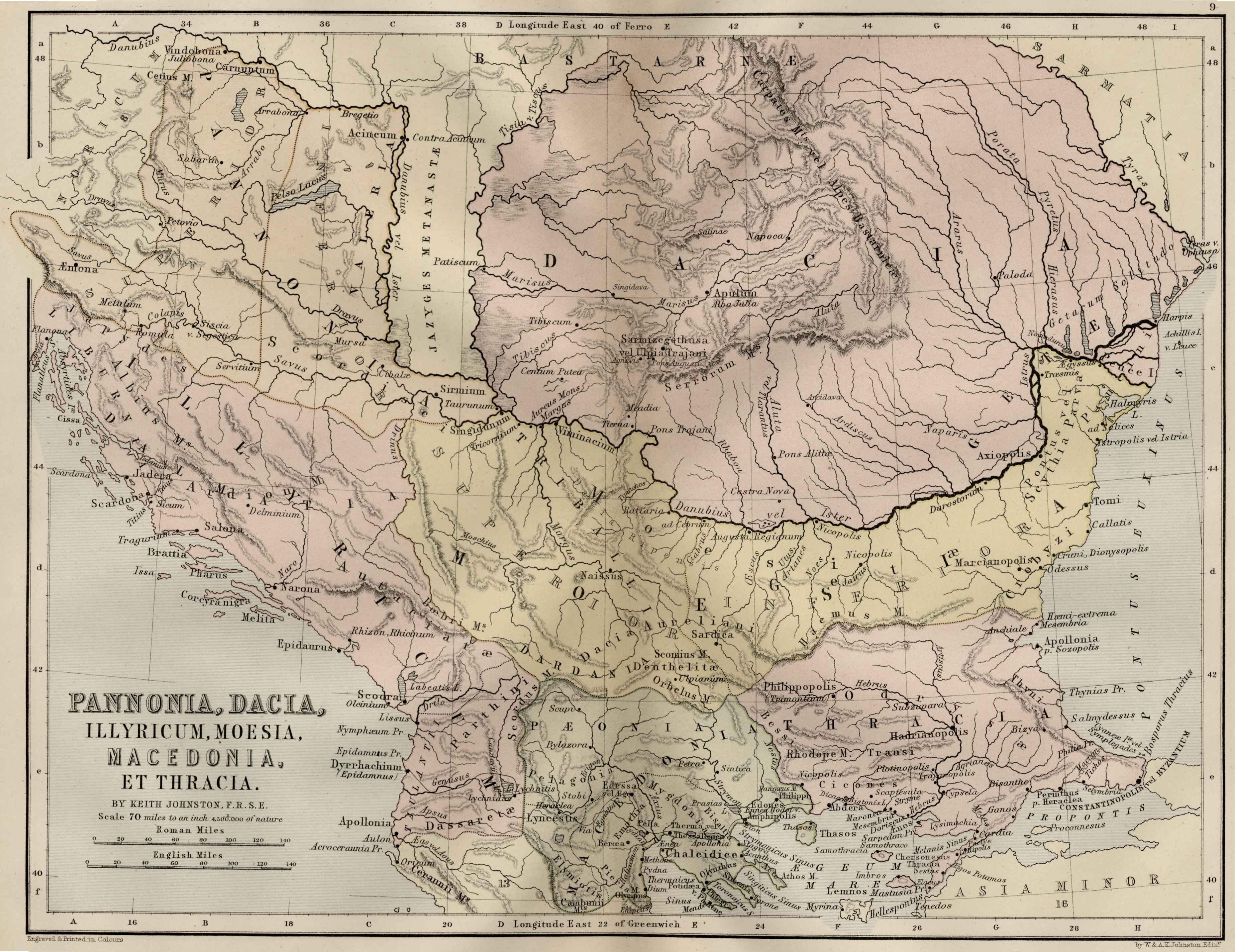
Дунайские провинции Римской империи

Сражениями при Цибале и Мардии Константин смог отторгнуть у Лициния большую часть Балканского полуострова, за исключением Фракии, заставив его признать своё верховенство в качестве старшего августа. Несмотря на заключённый в 316 году мирный договор, отношения между двумя соправителями были непростыми. К 324 году Константин был готов возобновить военные действия, поводом для ввода войск во Фракию стал прошлогодний набег туда готов или сарматов. Армия Константина численно уступала войску Лициния, но имела в своём составе много ветеранов и боеспособные контингенты из Иллирика.

## Битва
Лициний разместил свои силы в Адрианополе — главном городе региона. Константин выдвинулся из Фессалоник к реке Гебр рядом с Адрианополем, после чего разместил лагерь. Лициний растянул свои войска в боевом порядке на протяжении двух сотен стадий от горы, возвышавшейся над городом, до того места, где река Тоносей впадает в Гебр. После этого несколько дней оба войска не предпринимали каких-либо манёвров, не желая при переправе через реку попасть под удар противника.
В итоге Константин решил хитростью перейти Гебр. Обнаружив подходящую переправу, он приказал солдатам имитировать постройку моста в другой части реки. Одновременно на лесистый холм был тайно переправлен отряд из 5 тыс. пехоты и 800 всадников. После этого он провёл через исходную переправу кавалерийский отряд (Зосим называет 12 спутников императора, цифра сомнительна), застав солдат противника врасплох, что позволило переправить основную армию через Гебр. По итогам сражения лагерь Лициния был «полностью опустошён», он потерял 34 тыс. солдат.
Во время битвы Константин поручил своей охране защищать лабарум и быть готовыми перемещать символ для поддержания боевого духа войска. К закату Константин, легко раненый в бедро, приказал прекратить сражение. Это позволило Лицинию вывести остатки войска под прикрытие своего флота у города Византия. Битва была одной из крупнейших в истории IV века.

## Последствия
После победы Константин приступил к осаде Византия, на этом этапе войны важной ролью становился контроль над проливами Фракии и Малой Азии. Сын Константина Крисп в морской битве у Геллеспонта смог разбить имевший численное превосходство флот противника, после чего его отец смог переправиться в Вифинию. В финальном сражении у Хризополиса на атлантической стороне Босфора Лициний был окончательно разбит.
По просьбе своей сестры и жены Лициния, Константин сохранил жизнь своему сопернику, однако спустя время тот вместе с сыном были казнены. Таким образом, Константин стал единовластным правителем Римской империи впервые со времён раздела власти Диоклетиана и Максимиана (285 год).